# Platystomopsis clathrata
Platystomopsis clathrata är en tvåvingeart som beskrevs av Erich Martin Hering 1939. Platystomopsis clathrata ingår i släktet Platystomopsis och familjen borrflugor.
Artens utbredningsområde är Vietnam. Inga underarter finns listade i Catalogue of Life.